# Пертозеро (Ленинградская область)
Пертозеро — деревня в Подпорожском городском поселении Подпорожского района Ленинградской области.

## История
Упоминается в 1563 году в Важинском погосте как деревня На Перто-озерки словет Власовская, вотчина новгородского архиепископа.
В 1582 году как деревня На Перто-озерке Власовская.
В 1678 году как усадище На Пертозере Власовская.

ПЕРТОЗЕРО — деревня при озере Пертозере, число дворов — 31, число жителей: 107 м. п., 110 ж. п.; Кузница. (1873 год)

Сборник Центрального статистического комитета описывал её так:

ПЕРТОЗЕРО — деревня бывшая государственная, дворов — 34, жителей — 200; часовня, лавка. (1885 год)

Деревня относилась к Юксовской волости.
Список населённых мест Олонецкой губернии:

ПЕРТОЗЕРО — деревня Шеменского общества при озере Пертозере, население крестьянское: домов — 62, семей — 61, мужчин — 162, женщин — 188, всего — 350; лошадей — 59, коров — 106, прочего — 140.  Школа. (1905 год)

В начале XX века деревня административно относилась к Подпорожской волости 2-го стана Лодейнопольского уезда Олонецкой губернии.
Согласно карте Ленинградской области Северо-западного аэрогеодезического треста ГГУ издания 1932 года деревня насчитывала 47 крестьянских дворов. В деревне находилась церковь и мукомольная водяная мельница.
По данным 1933 года деревня Пертозеро входила в состав Гоморовичского сельсовета.

Деревня Пертозеро на карте РККА 1936 года

По данным 1966, 1973 и 1990 годов деревня Пертозеро входила в состав Шеменского сельсовета.
В 1997 году в деревне Пертозеро Шеменской волости проживали 11 человек, в 2002 году — 14 человек (все русские).
В 2007 году в деревне Пертозеро Подпорожского ГП проживали 4 человека.

## География
Деревня расположена в центральной части района на автодороге А215 (Лодейное Поле — Брин-Наволок).
Расстояние до административного центра поселения — 26 км.
Расстояние до ближайшей железнодорожной станции Подпорожье — 66 км.
Деревня находится на северном берегу озера Пертозеро.

## Демография
| 1873 | 1885 | 1905 | 1997 | 2007 | 2010 | 2017 |
| ---- | ---- | ---- | ---- | ---- | ---- | ---- |
| 227  | ↘200 | ↗350 | ↘11  | ↘4   | ↘3   | ↗5   |

### Национальный состав
Согласно данным Всероссийской переписи населения 2021 года в деревне проживали 9 человек, все русские.

## Улицы
Васильковый проезд, Верхняя, Нижняя, Соловьиная.